# Шульц, Александр Николаевич
Александр Николаевич Шульц (26 июля 1892, Кунцево, Московская губерния — 20 августа 1938, Бутовский полигон, Московская область) — российский и советский легкоатлет-универсал, тренер и футбольный судья. Участник летних Олимпийских игр 1912 года.

## Биография
Александр Шульц родился 26 июля 1892 года (по другим данным, в 1891 году) в посёлке Кунцево близ Москвы (сейчас часть Москвы) в семье фабриканта.
Учился в Москве в реальном училище на Тверской улице. В 1914 году окончил электротехнический техникум и поступил на завод «Динамо».
Выступал в легкоатлетических соревнованиях за Московский клуб лыжников. В 1911 году завоевал две серебряных медали на чемпионате России в беге на 400 метров (54,6 секунды) и прыжках в длину (6,26 метра). В 1912 году стал чемпионом в беге на 110 метров с барьерами (17,2) и бронзовым призёром в беге на 100 метров (12,2) и толкании ядра (10,38 метра). В 1913 году первенствовал в прыжках в длину (6,28), стал вторым в беге на 110 метров с барьерами (17,2) и третьим в толкании ядра (11,01). В 1914 году занял 2-е место в десятиборье (5666,925 очка) и 3-е в беге на 110 метров с барьерами (17,6).
Был рекордсменом Москвы в метании копья с результатом 44,96 метра.
В 1912 году вошёл в состав сборной России на летних Олимпийских играх в Стокгольме. В прыжках в длину занял 22-е место, показав результат 6,15 метра, уступив 1,45 метра завоевашему золото Альберту Гаттерсону из США. В десятиборье занял 11-е место, набрав 5472,575 балла и уступив 2988,74 балла победителю Джиму Торпу из США. Также был заявлен в беге на 400 метров и эстафете 4х400 метров, но не вышел на старт.
По возвращении из Стокгольма начал тренировать легкоатлетов своего клуба МКЛ. Одним из его учеников был метатель молота, чемпион и рекордсмен России и СССР Александр Чистяков, ставший затем популярным киноактёром.
Также был футбольным судьёй. В 1911—1913 годах судил матчи чемпионата Москвы и чемпионата России. В 1912 году был главным арбитром обоих финальных матчей чемпионата России между сборными Москвы и Санкт-Петербурга (2:2, 1:4). Трижды был главным судьёй товарищеских матчей сборной России в Москве: 14 июля 1912 года против Венгрии (0:12), 20 октября 1912 года против Швеции (1:4), 14 сентября 1913 года против Норвегии (1:1).
После Октябрьской революции на протяжении многих лет работал старшим преподавателем физической культуры в Главной военной школе. Вплоть до 1923 года участвовал во всесоюзных соревнованиях по лёгкой атлетике.
В 1935 году возглавлял секцию лёгкой атлетики в детской спортивной школе Серпухова. В последнее время до ареста работал начальником Серпуховской станции «Мосэнерго».
21 февраля 1938 года арестован по обвинению в шпионско-диверсионной деятельности в пользу Германии и Японии. 29 июля 1938 года осуждён комиссией НКВД СССР и прокурора СССР к высшей мере наказания. 
Расстрелян 20 августа 1938 года на Бутовском полигоне, там же похоронен. Реабилитирован в 1957 году.

## Личные рекорды
- Бег на 100 метров — 11,1[2]
- Метание копья — 44,96[2]
- Метание диска — 35,20[2]
- Толкание ядра — 12,29[2]